# Шерич, Антони
Антони Шерич (хорв. Anthony Šerić; 15 января 1979, Сидней) — хорватский футболист, защитник

## Клубная карьера
Карьеру начал в 1996 году в «Хайдуке» из Сплита. С 1999 по 2005 год выступал за итальянские «Верону», «Брешиа», «Парму» и «Лацио». С 2005 по июнь 2008 года выступал за греческий «Панатинаикос».

## Карьера в сборной
Дебютировал в сборной Хорватии в 1998 году после того, как предпочёл Хорватию Австралии. Первый матч сыграл 29 мая 1998 года против команды Словакии. Шерич наряду с вратарём сборной Испании Уррути являются единственными футболистами, трижды подряд заявленными на финальные турниры чемпионатов мира и не сыгравшими на них ни одного матча (Уррути — 1978, 1982 и 1986, Шерич — 1998, 2002 и 2006 годы). Бронзовый призёр чемпионата мира 1998 года. В 2007 году из-за конфликта с главным тренером сборной Славеном Биличем был отчислен со сбора национальной команды, после чего не вызывался на отборочные матчи Евро-2008.